# Église Saint-Jean-XXIII de Sartrouville
Pour les articles homonymes, voir Jean XXIII (homonymie).
L’église Saint-Jean-XXIII de Sartrouville est une église catholique construite au début du XXIe siècle, située à Sartrouville, dans le quartier du Plateau et à proximité de la Cité des Indes. L'église, consacrée le 30 mars 2008, est la plus récente dans les Yvelines. Elle est dédiée à saint Jean XXIII, qui fut pape de 1958 à 1963.

## Histoire
L'actuelle église Saint-Jean-XXIII prend la suite d'un premier relais construit en 1981 et qui se trouve à proximité d'une autre église de Sartrouville, Notre-Dame-du-Val. Pour faire face à la croissance démographique rapide et importante du quartier du Plateau, une nouvelle église est nécessaire. En juin 2006, l'ancien relais Jean-XXIII est démoli.
La première pierre de l'église est posée le 14 octobre 2006 par Éric Aumonier, évêque de Versailles, en présence du père Alexandre de Bucy, premier curé de l'église, et de Pierre Fond, député-maire de Sartrouville. Quelques jours après le dépôt de la première pierre, le chantier débute et dure jusqu'à la fin de l'année 2007, sous la conduite de l'architecte Vincent Bourgoin.
En 2007, pendant la construction de l'église, une polémique était née du fait de l'absence prévue de cloches dans le clocher.
La première messe de Noël est célébrée le 24 décembre 2007, devant des fidèles et plusieurs médias.
L'église Saint-Jean-XXIII est consacrée le 30 mars 2008 par Éric Aumonier, en présence d'officiels et de fidèles. Une plaque dans l'église rappelle cet événement.
En 2009, l'église reçoit trois cloches datant de 1887, offertes par la communauté des Sœurs du Christ de Tréguier (Côtes-d'Armor). Chacune des cloches porte un nom : Saint-François-de-Sales (115 kg, la plus lourde et qui sonne en mi bémol), Saint-Vincent-de-Paul (80 kg et qui sonne en fa) et Saint-Yves (58 kg et qui sonne en sol). Elles sont bénies le 1er novembre 2009 en présence de l'évêque de Pointe-Noire (Congo), Monseigneur Jean-Claude Makaya Lœmba.
Dans la commune, plus d’un millier de personnes assistent aux messes dominicales, plus de 250 enfants de CE2 suivent les cours de catéchisme et chaque année, entre 150 à 200 baptêmes sont célébrés.

## Quelques chiffres
Places assises : 375
Surface du terrain : 1 021 mètres²
Hauteur de la nef : 8 mètres
Hauteur du clocher : 12,50 mètres
Coût : environ 1,5 million d'euros financés par les souscriptions et dons des fidèles.

## Offices religieux
La messe dominicale a lieu à 11h15.